# アウディ・A6
A6（エーシックス）は、ドイツの自動車メーカー、アウディが製造・販売しているEセグメント乗用車である。

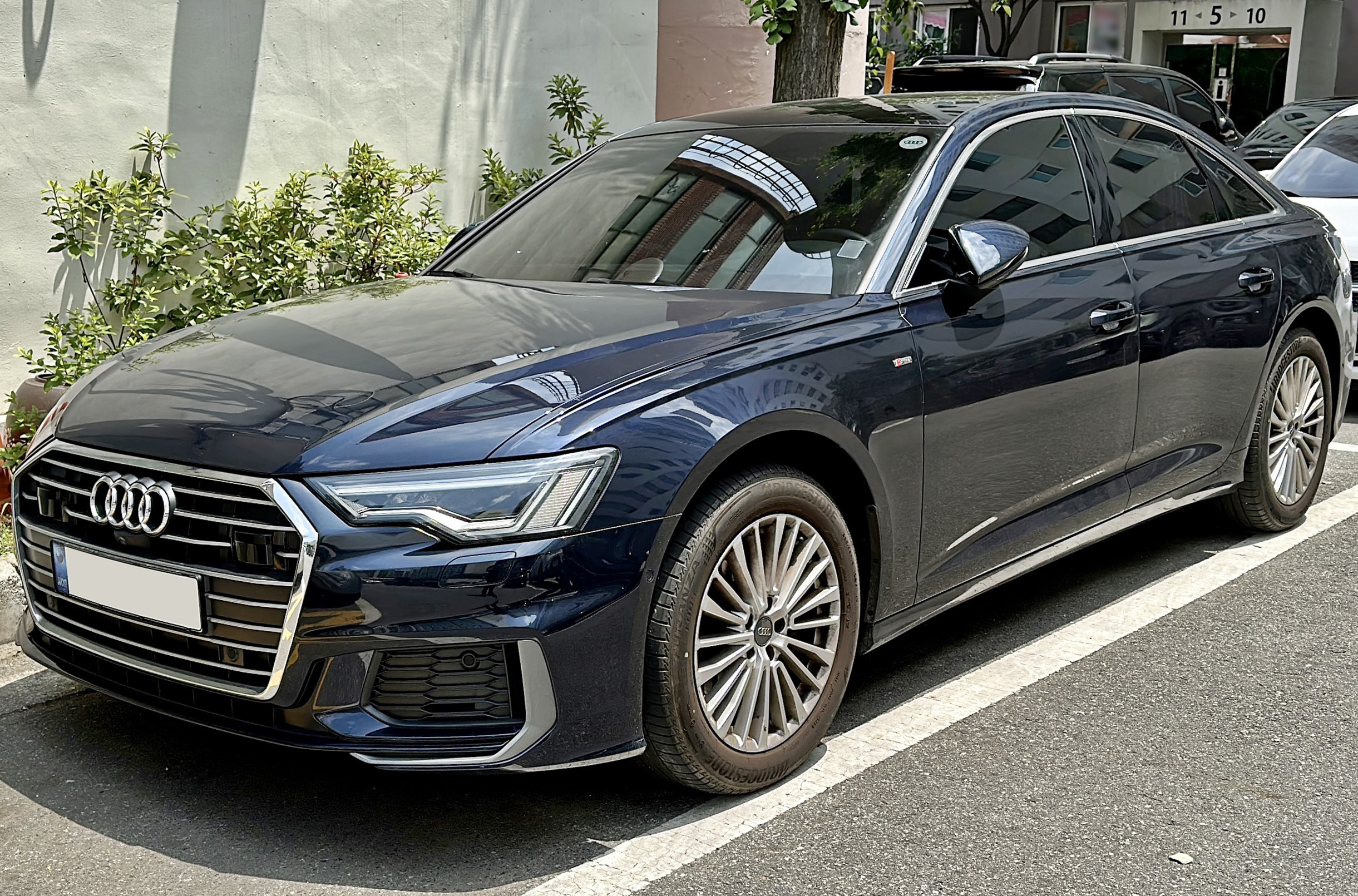
現行モデル

## 概要
1968年から販売されていたアウディ・100の後継モデルとして販売されている乗用車である。セダンと「アバント」と呼ばれるステーションワゴンがあり、駆動方式は前輪駆動かクワトロと呼ばれる四輪駆動である。欧州ではEセグメントに分類される。

## 初代（1994-1997年）4A（C4）系
アウディ・100の最終モデルをマイナーチェンジし、名称変更することにより発売された。

## 2代目（1997-2004年）4B（C5）系
1997年にフルモデルチェンジ。セダンは4ドアモデルとしては驚異的な0.28というCd値（空気抵抗係数）を実現している。
本国では直列4気筒1.8LからV型8気筒4.2Lまで8種類のエンジンがラインナップされたが、1997年に日本に導入されたのはFFの2.4Lと2.8Lクワトロのみであった。2001年に2.4Lクワトロと2.7Lターボクワトロが、さらに2002年には3.0Lクワトロが追加された。
トランスミッションはティプトロニック機構付き5速ATが基本であるが、2002年以降のFFモデルではCVTが採用された。
安全装備として全車にデュアル&ヘッドレベルエアバッグ、ESP（エレクトロニック・スタビリティ・プログラム）、EBD付きABS、EDS、プリテンショナー付きシートベルトを標準で装着する。
日本国内でのCMでは坂本龍一が出演しており、CM曲も『Whispering Green』が用いられている（『CM/TV』に収録）。

## 3代目（2005年-2011年）4F（C6）系
スタイリングは日本人デザイナー和田智による。寸法はアウディ・A4とアウディ・A8の間に位置する。2005年世界・カー・オブ・ザ・イヤー受賞。
2005年には、1986年に放送された100のCMのリバイバルでスキージャンプ台を登りきるCMが放送されたことがある。
アウディが高級車のベストセラーとなっている中国市場では、ホイールベースを拡大したA6Lというモデルのみが販売されている。

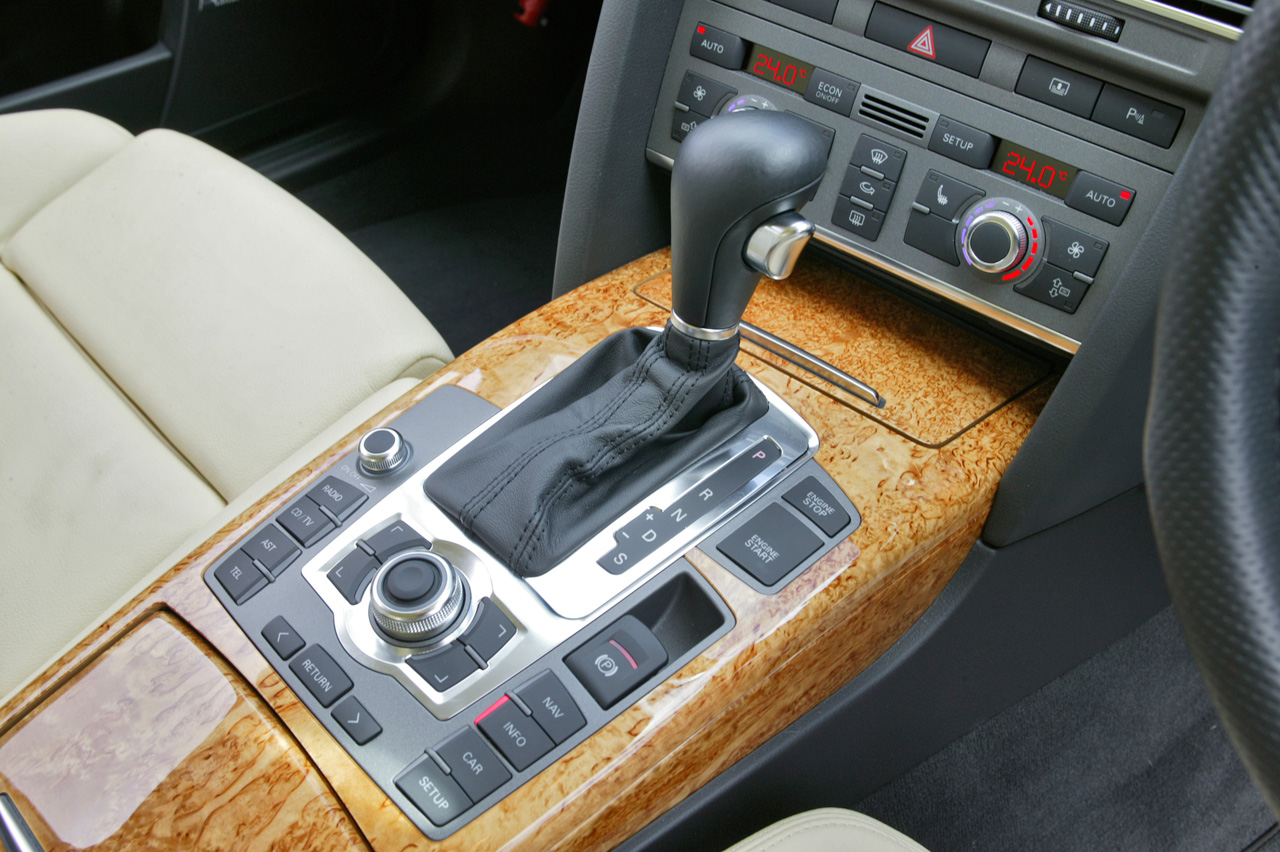
6速ティプトロニックのセレクターとマルチマディアインターフェース（MMI）の並ぶフロアコンソール

### 日本で販売されていたモデル
2004年7月から導入されたセダン、2005年6月に導入されたアバントの他、2006年8月からはSUVとステーションワゴンをクロスオーバーさせたA6オールロードクワトロも存在した。それぞれV型6気筒、V型8気筒のガソリンエンジンを搭載している。
- A6 2.4（現在導入打ち切り）
- A6 2.8FSIクワトロ
- A6 3.2FSIクワトロ（2009年のMCにより導入打ち切り）
- A6 4.2FSIクワトロ（2009年のMCにより導入打ち切り）
- A6 3.0TFSIクワトロ（2009年のMCで導入）
- A6 オールロードクワトロ（2009年のMCにより導入打ち切り）

## 4代目（2011年- 2019年）4G（C7）系
「Innovation Leader Through Progress Technology」をコンセプトとし、先に登場したA7と共通するデザイン要素などを多く取り入れた。
2011年1月のデトロイトショーで発表。同年4月に欧州で、7月頃までにタイ、マレーシア、シンガポール、オセアニアなどの右ハンドル諸国でも発売された。
4代目の大きな特徴は環境性能の向上で、アルミニウムとスチールを組み合わせた軽量化技術「アウディ・ウルトラ・ライトウェイト・テクノロジー」を初めて採用した。導入当初、ガソリン車はV型6気筒 2.8Lとスーパーチャージャー付の3.0Lの2種類、ディーゼル車はV型6気筒 3.0Lとクラストップレベルの環境性能を誇る直列4気筒 2.0Lターボが用意された。その後、直列4気筒 2.0Lガソリンターボ（最大出力211PS）に、最大出力45PSのモーターを組み合わせ、2次電池に蓄電容量1.3kWhのリチウムイオン二次電池を使用し、最大3kmを最高速100km/hでゼロエミッション走行できる「hybrid」が発売された。
ワゴンモデルのアバント、並びにクロスオーバータイプのオールロードクワトロも、欧州市場において2011年11月と2012年2月にそれぞれ投入された。

### 日本での販売
- 2011年
  - 7月下旬から8月中旬にかけてティザーCMを放送。
  - 8月23日 - セダンを発表・発売。ラインナップはV型6気筒 2.8L直噴「2.8 FSI quattro」とV型6気筒 3.0L「3.0 TFSI quattro」の2種類である。
- 2012年
  - 2月9日 - アバントの国内導入を発表・発売。ラインナップはセダンに準じる。また、燃費が改善され、型式先頭が「ABA-」から「DBA-」に変更された。
  - 8月21日 - オールロードクワトロ（2012年モデル）の国内導入を発表。Q7の販売に悪影響を与えないよう、300台の限定販売となった。
  - 9月24日 - hybridを発表、発売。燃費効率を重視し、前輪駆動のみの設定であった。
  - 12月 - ボディカラーを変更。グレイシアホワイトメタリック、ブリリアントブラックが追加、ハバナブラックメタリックが廃止。
- 2013年
  - 7月 - 60km/h以上での走行時に車両が車線を検知し、走行車線を逸脱するとステアリングを操作して自動で軌道修正を行う機能「アウディアクティブレーンアシスト」を3.0TFSI quattroに標準装備化。2.8FSI quattroは、既存オプションであるプレセンスパッケージの装備内容に追加。
  - 10月15日 - オールロードクワトロ（2013年モデル）を発表。200台の限定発売となった。
- 2014年
  - 2月11日 - ラインナップ追加。直列4気筒 前輪駆動の「2.0 TFSI」が追加される。
  - 4月 - 消費税率改定に伴い価格を改定。
  - 7月22日 - 2.8 FSI quattroをベースに、S line パッケージ、LEDヘッドライト、プライバシーガラス、Audi Sport チタンルック5アームローターデザインアルミホイールなど特別装備した限定車「S line plus」を発売。セダン/アバント共に100台ずつの限定販売となった。
  - 8月18日 - オールロードクワトロをカタログモデル化。同時にボディカラーが変更され、ブリリアントブラックが廃止。
- 2015年7月30日 - マイナーチェンジ。
  - 「マトリクスLEDヘッドライト（オプション）」の採用や、意匠変更、ボディカラーの変更などを行った。ナビもオペレーターサービスやGoogleとの各種連係機能、Wi-Fiスポットなどの機能を備えたたAudi connectが全車標準装備となる。グレード構成は「2.0 TFSI」「2.8 FSI quattro」「hybrid」を廃止し、直列4気筒 1.8L直噴「1.8 TFSI」直列4気筒 2.0L直噴「2.0TFSI quattro」「3.0TFSI quattro」、及びオールロードクワトロを設定。
- 2016年10月20日 - 一部仕様変更。
  - 今までオプション設定されていた「S line エクステリア」がセダン/アバントとも標準装備化された。 また、S lineパッケージ装着車はグリルがS6と同じデザインのものが採用された[注釈 2]。
  - 同時にボディカラーも変更。マタドールレッドメタリック、ゴットランドグリーンメタリック、ムーンライトブルーメタリック、allroadのみに設定のあったジャバブラウンメタリックがSedan/Avantに、オールロードクワトロにソーホーブラウンメタリックが追加。ミサノレッドパールエフェクト、ブリリアントブラック、ハバナブラックメタリック、アビエーターブルーメタリックが廃止。
- 2018年1月 - 価格改定。同時にボディカラーを変更。マタドールレッドメタリック、ゴットランドグリーンメタリック、ソーホーブラウンメタリックが廃止。

## 5代目（2019年-）F2/4A（C8）系
ドイツ本国では2018年2月28日にセダンが発表され、同年3月の第88回ジュネーブモーターショーで正式に公開された。同年4月中旬にはアバントを発表。2019年1月にA6L（ロングバージョン）が広州で発表され、同年6月にオールロードクワトロも発表された。
プラットフォームは、A7（C8）およびA8（D5）と同様のMLBevoとなる。48Vマイルドハイブリッドシステムを搭載したため、先代と比較して車両重量が約200 kg増加した。また、HDマトリクスLEDヘッドランプや、レベル3までの自動運転が可能なレーザースキャナーシステム、後輪が最大5°舵角する「オールホイールステアリング」などがオプションとして設定されており、先進装備も充実している。
インテリアには新しい操作コンセプトが採用された。ダッシュボードとセンターコンソールに2枚の液晶画面が配置され、物理的なボタンはほとんどない。また、先代のMMIのように手元のボタンで操作するのではなく、すべてタッチパネルにて直感的に操作する仕組みになっている。メータに関してもA6で初めて液晶メータ「バーチャルコクピット」が採用された。
型式はF2となるが、販売店等での呼び名は4Aと、初代A6（C4）と同一となっている。

### 日本での販売
- 2019年
  - 3月12日 - 国内導入を発表。
  - 3月20日 - セダン/アバントを発売。エンジンはV型6気筒3.0L＋48Vマイルドハイブリッドのみの設定。発売開始時点でのグレードは「55 TFSI quattro S line」「55 TFSI quattro debut package」の2つのみ。そのため当時導入されていたA6はS lineエクステリアのみとなる。
  - 9月26日 - 2020年モデルを発表。55 TFSI quattro debut packageは販売終了となり、55 TFSI quattro Luxuryが追加。S lineエクステリアだけでなく、ノーマルエクステリアも日本で購入が可能となった。ボディカラーのアイビスホワイトが廃止。エンジンはV型6気筒3.0L＋48Vマイルドハイブリッドのみ。
- 2020年
  - 1月22日 - ラインナップを追加。直列4気筒2.0L＋12Vマイルドハイブリッドの「45 TFSI quattro」「45 TFSI quattro sport」を発売。
  - 4月2日 - ラインナップ追加。直列4気筒2.0Lディーゼル＋12Vマイルドハイブリッドの「40 TDI quattro」「40 TDI quattro sport」を発売。
- 2021年
  - 1月 - ラインナップを整理。「55 TFSI quattro Luxury」が廃止。ステアリングヒータが選択可能となるなど、オプション構成も変更。Audi exclusiveも選択可能となった。
  - 5月18日 - ラインナップを整理。「40 TDI quattro」「45 TFSI quattro」を廃止。同時に「40 TDI quattro sport」「45 TFSI quattro sport」を値下げ。オプションのS lineパッケージも値下げの上、サラウンドビューカメラ、パークアシストプラス、電動チルト/テレスコピックステアリング、電動トランクリッド（セダンのみ）を設定した。
  - 同日 - 一部改良を実施。
    - 「40 TDI quattro sport」と「45 TFSI quattro sport」のシート表皮がバルコナレザーからダイナミカ/レザーに変更。
    - ボディカラーを変更し、カラットベージュメタリックが廃止。
    - ブラックスタイリングパッケージがBlack Audi rings＆ブラックスタイリングパッケージとなり、前後のエンブレムもブラックが選択可能となった。
    - オプション構成も変更。テクノロジーパッケージなど、個々のオプションからパッケージオプションへ変更された。

  - 10月 - 価格改定。「55 TFSI quattro」にフロントクロストラフィック、パークアシストパッケージ、4ゾーンエアコンなどを標準装備化。
- 2022年
  - 4月 - 価格改定。
  - 10月 - 価格改定。同時に「45 TFSI quattro sport」のエンジン出力を180kW（245ps）から195kW（265ps）に向上。
- 2023年
  - 4月 - 価格改定。
  - 9月19日 - 限定モデル 「Black Style Plus」を発売。
    - 40 TDI quattroをベースに、通常オプションであるS line パッケージ、テクノロジーパッケージ、ブラックAudi rings &ブラックスタイリングパッケージ、プライバシーガラス、21インチの5Vスポークダイナミックデザイングラファイトグレーを装備するほか、Audi Sport レッドコントラストステッチ、アーティフィシャルレザーエレメントを特別装備。ボディカラーは、通常「Audi exclusive」としてカスタム化オプションとして提供されているスズカグレーメタリックを採用。
    - 限定台数はセダンが30台、アバントが70台。

  - 12月 - 2024年モデルを発売。
    - ラインナップが整理され、「40 TDI quattro sport」「45TFSI quattro sport」を廃止。「40 TDI quattro advanced」40 TDI quattro advanced S line」「45 TFSI quattro advanced S line」「45 TFSI quattro advanced S line」を設定（名称変更・S lineのグレード化）。
    - エクステリアデザインを一部変更。グリルとバンパーの一部デザイン（S lineのみ）、ディフューザー、LEDヘッドライトのデザイン、アルミホイールのデザインが変更されている。
    - ボディカラーはタンゴレッドメタリックを廃止。グレナデンレッドメタリックを新規設定。

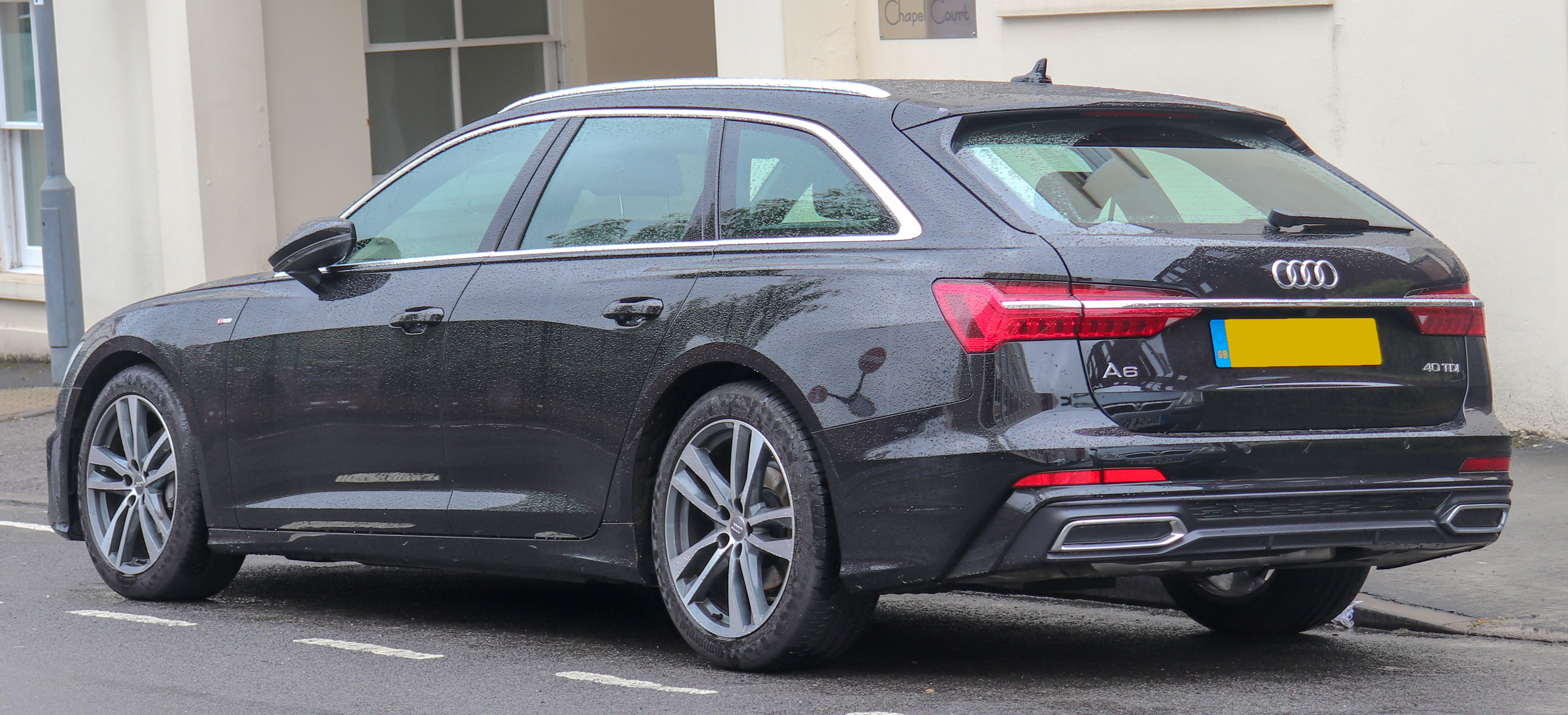
アバント リア（欧州仕様）
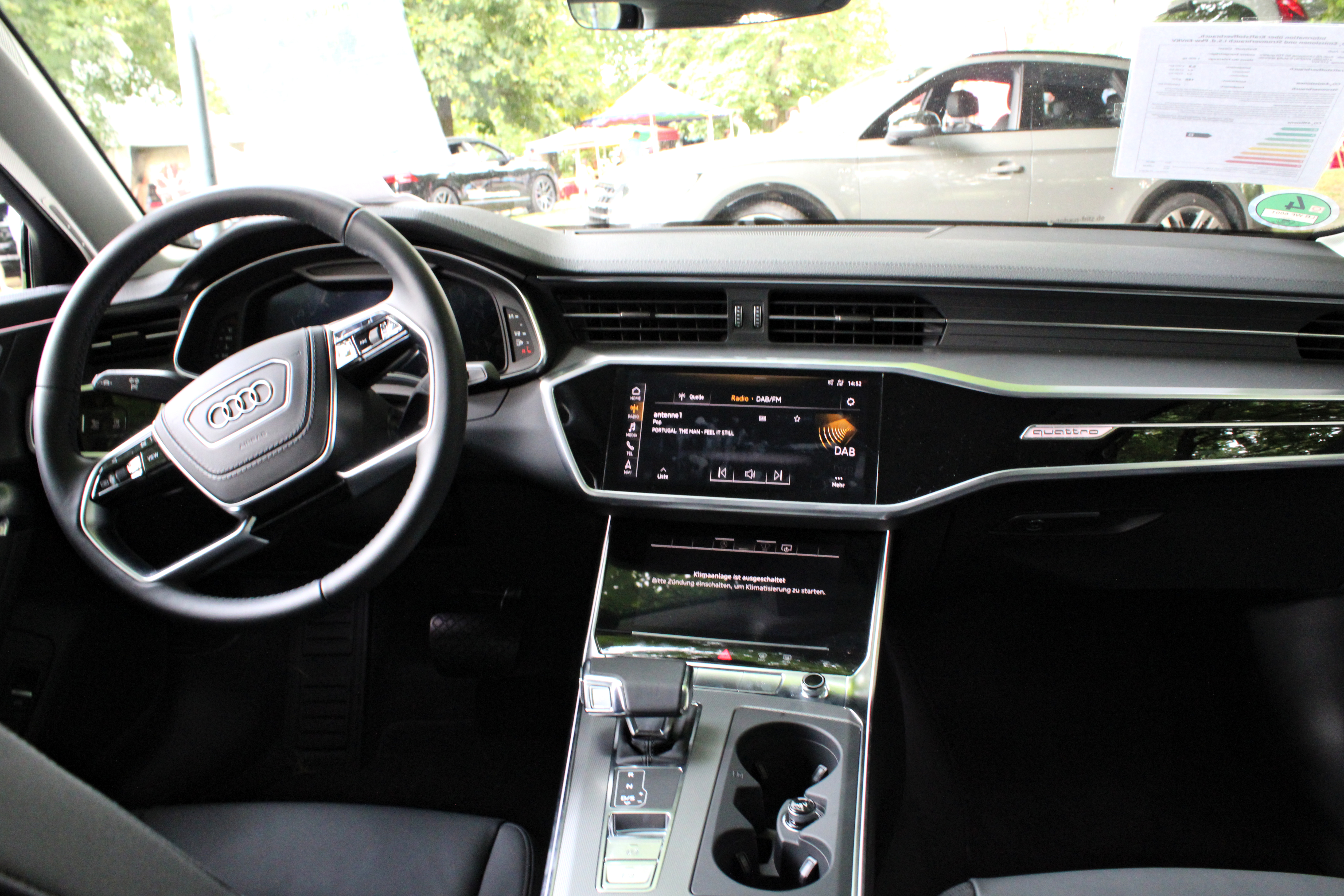
セダン インテリア（欧州仕様）
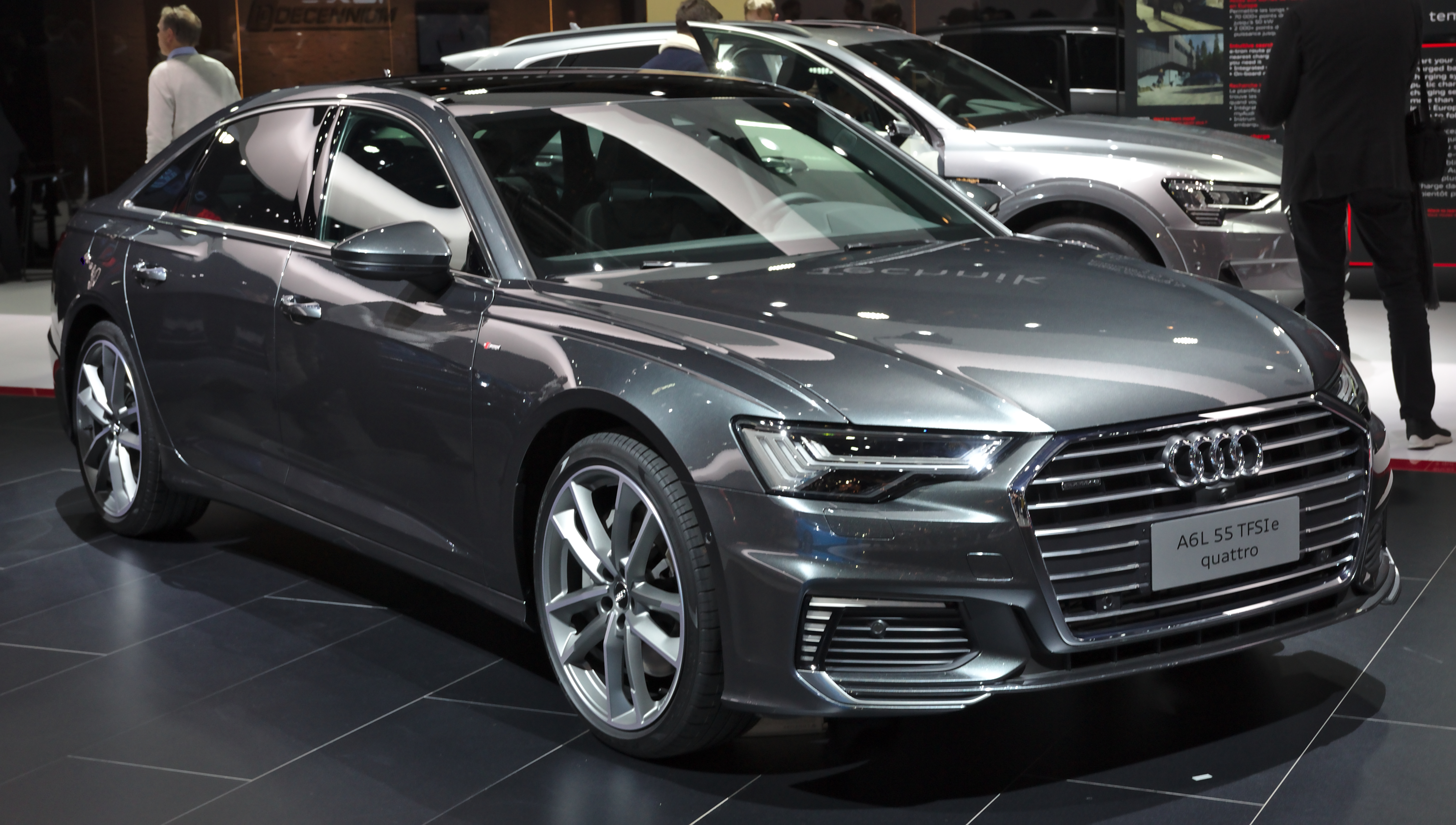
A6L

## 6代目 e-tron（2024年-）GH（C9）系
ドイツ本国では2024年7月31日にスポーツバック(ハッチバックセダン)とアバント(ステーションワゴン)を発表。
2021年の上海モーターショーにてで初めてコンセプトモデルとして公開され、アウディの新しい電動車ファミリーの先駆けとなった。
スポーツバックのcd値は0.21でとアウディ史上最も空力的に優れた車両であり、フォルクスワーゲングループ全体でも最も空力的に優れた車両となっている。アバントもcd値0.24を達成し、セグメント内でトップクラスの性能を備えている。

### 日本での販売
- 2025年
  - 3月13日 - 国内導入に先駆けて、A6 アバント e-tron クワトロ（欧州仕様車）先行展示をAudi City銀座にて実施。
  - 5月31日 - 国内導入に先駆けて、A6 アバント e-tron クワトロ（欧州仕様車）先行展示をAudi City日本橋にて実施。

## 6代目 ICE車（2025年-）（C9）系
ドイツ本国では2025年3月4日にアバント(ステーションワゴン)、2025年4月15日にセダンを発表。
2023年にアウディが発表した命名規則により、電動車は偶数、ICE(内燃機関)車は奇数のナンバリングになる規則であったためA7となる予定であったが、2025年2月に命名規則を変更し、電動車とICE車のナンバリング区別を撤廃したため、ICE車としてA6が残ることとなった。
e-tronとICE車でプラットフォーム・デザインなどは共有していない。どちらも並行して販売される。

### 日本での販売
未定。